# 敘利亞國家足球隊
敘利亞國家足球代表隊是敘利亞的國家足球代表隊，由敘利亞足球協會管理，現時屬於國際足球總會及亞洲足球協會成員國之一。

## 歷史
敘利亞國家隊雖然不能稱為亞洲勁旅，但以往的成績十分不錯。歷史上曾六次取得亞洲盃決賽週晉級資格，分別是1980年、1984年、1988年、1996年、2011年和2019年，可惜至今敘利亞未曾在亞洲盃決賽周的分組初賽取得出線資格。
2011年起，由於敘利亞爆發內戰，社會經濟狀況動盪不安，足球發展也受到影響，並不許在其國主場比賽，但敘利亞國家隊與個別選手表現仍相當受矚目，近年來最大的成果是2012年西亞足球錦標賽冠軍。2013年4月25日 國際足球總會官方網站以「敘利亞足球在逆境中前行」("Syrian football thriving despite troubles")為主題，報導了敘利亞足球發展，並介紹在中國足球超級聯賽上海申花效力的敘利亞選手菲拉斯·哈蒂布
在卡塔爾舉行的2011年亞洲盃足球賽，敘利亞於首場分組賽爆冷以2－1擊敗三屆冠軍沙特阿拉伯，第二場分組賽則只以1－2僅負予後來成為冠軍的日本。可惜在最後一場分組賽輸給約旦，無緣晉級。2014年世界杯外圍賽，敘利亞雖在次圈淘汰賽擊敗塔吉克，但被指派違規球員上陣而被國際足協取消晉級資格。
2018年世界杯外圍賽，敘利亞在第三圈分組賽取得小組第三名，挺進2018年國際足協世界盃外圍賽 – 亞洲區第四圈，但是因為被澳洲淘汰，無緣晉級世界杯足球賽。
敘利亞在2022年世界盃外圍賽亞洲區第二圈中以八戰七勝一負的成績取得小組首名，晉級第三輪，是球隊首次在世界盃外圍賽以小組首名晉級第三輪，與伊朗、南韓、阿聯酋、伊拉克和黎巴嫩爭奪出線決賽周資格。不過敘利亞在首八場第三輪比賽只取得兩和六負的成績，提早兩輪比賽宣告出局。當敘利亞確定出線無望後，儘管尚有兩場外圍賽未完成，叙利亚足协於2022年2月初宣布解散敘利亞国家队行政机关，解雇所有技术人员。

## 球员名单
| 號碼 | 位置 | 球員姓名                     | 出生日期（年齡） | 出賽 | 入球 | 效力球會         |
| ---- | ---- | ---------------------------- | ---------------- | ---- | ---- | ---------------- |
|      |      | 易卜拉欣·阿尔马              | 1991年10月18日   | 72   | 0    | 艾賈徐           |
|      |      | 艾哈迈德·马达尼亚            | 1990年1月1日     | 17   | 0    | 十月至十一月     |
|      |      | 马克西姆·萨拉夫              | 2005年3月15日    | 0    | 0    | 莫斯科中央陆军   |
|      |      |                              |                  |      |      |                  |
|      | 后卫 | 奥马尔·米达尼                | 1994年1月26日    | 54   | 1    | 阿爾納沙         |
|      | 后卫 | 阿姆罗·杰尼亚特              | 1993年1月15日    | 40   | 1    | 艾卡拉馬         |
|      | 后卫 | 哈立德·库达格利              | 1997年1月31日    | 19   | 0    | 纳杰夫中央石油体 |
|      | 后卫 | 阿卜杜拉·沙米                | 1994年3月2日     | 13   | 0    | 法哈西尔         |
|      | 后卫 | 萨阿德·艾哈迈德              | 1989年8月10日    | 11   | 0    | 代爾祖爾霸主     |
|      | 后卫 | 法里斯·阿尔瑙特              | 1997年1月31日    | 10   | 0    | 果阿邦           |
|      | 后卫 | 阿卜杜勒·拉赫曼·韦斯         | 1998年6月14日    | 7    | 0    | 卡利地亚         |
|      |      |                              |                  |      |      |                  |
|      | 中場 | 马哈茂德·马瓦斯              | 1993年1月1日     | 85   | 15   | 魯薩法警察       |
|      | 中場 | 法哈德·尤瑟夫                | 1987年5月15日    | 34   | 0    | 魯薩法警察       |
|      | 中場 | 马哈茂德·马尔穆尔            | 1995年1月4日     | 31   | 4    | 麥納麥           |
|      | 中場 | 塔耶尔·克鲁马                | 1990年2月2日     | 26   | 0    | 代爾祖爾霸主     |
|      | 中場 | 卡梅尔·哈马舍赫              | 1998年7月23日    | 25   | 0    | 巴格达拉希德     |
|      | 中場 | 穆罕默德·安兹                | 1995年5月14日    | 23   | 1    | 永恆隊           |
|      | 中場 | 马哈德·里哈尼耶              | 2001年1月1日     | 19   | 1    | 哈塔             |
|      | 中場 | 穆罕默德·哈拉克              | 1999年1月1日     | 12   | 0    | 麥納麥           |
|      | 中場 | 奥利弗·卡斯·卡沃             | 2001年12月3日    | 6    | 1    | 達爾庫爾德       |
|      | 中場 | 阿马尔·拉马丹                | 2001年1月5日     | 2    | 0    | 多瑙斯特雷達     |
|      | 中場 | 西蒙·阿明                    | 1997年11月13日   | 1    | 0    | 桑訥菲尤爾       |
|      |      |                              |                  |      |      |                  |
|      | 前鋒 | 奥马尔·赫里宾（Omar Khribin) | 1994年1月15日    | 51   | 20   | 阿爾華達         |
|      | 前鋒 | 奥马尔·索马（Omar Al Somah） | 1989年3月28日    | 34   | 18   | 阿拉比           |
|      | 前鋒 | 莫爾哈姆·巴布利              | 1993年1月2日     | 2    | 0    | 約克聯           |

## 海外球員
敘利亞近年來開始招募一些有著敘利亞血統的海外球員。馬爾基就是其中一位，這名25歲的前鋒出生在敘利亞，在比利時長大，2007年開始一直效力於比利時甲組足球聯賽球隊Beerschot，入球率相當不俗。從2008年開始，桑哈里布開始為敘利亞國家隊出戰，不久後，在世界盃預選賽客場3－1大勝阿聯酋的比賽中，他就收穫了自己國家隊處子球。穆桑是敘利亞招募的又一「外援」，這名年僅19歲的小門將效力於瑞典低級別球隊卡爾斯塔德聯隊，他只代表敘利亞國家隊打過一場比賽。
敘利亞國家隊中還有著一名有著特殊經歷的國腳，查恩科是一名出生在瑞典的敘利亞後裔，而他也有幸代表兩個國家隊都踢過了比賽。在瑞典國內，他的職業生涯從瑞典敘利亞人(由敘利亞人建立)起步，之後先後效力於兩支瑞典勁旅烏爾加登和馬爾默，2002-05年期間分別隨兩隊連奪3屆瑞典聯賽冠軍。因表現出色，2005-06賽季轉投至希臘豪門AEK雅典帳下。一個賽季後，因發展不利回國加盟了哈馬比，在效力該隊的三年中，他於2008年入選了瑞典國家隊，參加了與哥斯達黎加的友誼賽，由於友誼賽並不算正式比賽，所以敘利亞足協鑽了這個空子，使查恩科同年接受了敘利亞的邀請，並在2010年世界盃預選賽與科威特比賽中，正式成為了一名敘利亞國腳。
此外，瑞典還有著多名有著敘利亞血統的球員，包括瑞典乙級Assyriska Föreningen隊中的後衛漢納(Naosil Hanna)和中場馬克德西(George Makdessi)、布洛马波卡纳队的優素福(Christer Youssef)等多人。

## 世界盃成績
| 1930 | 沒有參加 | 沒有參加 | 沒有參加 | 沒有參加 | 沒有參加 | 沒有參加 | 沒有參加 | 沒有參加 | 沒有參加 | 沒有參加 | 沒有參加 | 沒有參加 | 沒有參加 | 沒有參加 |          |          |
| 1934 | 沒有參加 | 沒有參加 | 沒有參加 | 沒有參加 | 沒有參加 | 沒有參加 | 沒有參加 | 沒有參加 | 沒有參加 | 沒有參加 | 沒有參加 | 沒有參加 | 沒有參加 | 沒有參加 |          |          |
| 1938 | 沒有參加 | 沒有參加 | 沒有參加 | 沒有參加 | 沒有參加 | 沒有參加 | 沒有參加 | 沒有參加 | 沒有參加 | 沒有參加 | 沒有參加 | 沒有參加 | 沒有參加 | 沒有參加 |          |          |
| 1950 | 退出     | 退出     | 退出     | 退出     | 退出     | 退出     | 退出     | 退出     | 1        | 0        | 0        | 1        | 0        | 7        |          |          |
| 1954 | 沒有參加 | 沒有參加 | 沒有參加 | 沒有參加 | 沒有參加 | 沒有參加 | 沒有參加 | 沒有參加 | 沒有參加 | 沒有參加 | 沒有參加 | 沒有參加 | 沒有參加 | 沒有參加 | 沒有參加 | 沒有參加 |
| 1958 | 未能晉級 | 未能晉級 | 未能晉級 | 未能晉級 | 未能晉級 | 未能晉級 | 未能晉級 | 未能晉級 | 2        | 0        | 1        | 1        | 1        | 2        |          |          |
| 1962 | 退出     | 退出     | 退出     | 退出     | 退出     | 退出     | 退出     | 退出     | 退出     | 退出     | 退出     | 退出     | 退出     | 退出     |          |          |
| 1966 | 退出     | 退出     | 退出     | 退出     | 退出     | 退出     | 退出     | 退出     | 退出     | 退出     | 退出     | 退出     | 退出     | 退出     |          |          |
| 1970 | 沒有參加 | 沒有參加 | 沒有參加 | 沒有參加 | 沒有參加 | 沒有參加 | 沒有參加 | 沒有參加 | 沒有參加 | 沒有參加 | 沒有參加 | 沒有參加 | 沒有參加 | 沒有參加 | 沒有參加 | 沒有參加 |
| 1974 | 未能晉級 | 未能晉級 | 未能晉級 | 未能晉級 | 未能晉級 | 未能晉級 | 未能晉級 | 未能晉級 | 6        | 3        | 1        | 2        | 6        | 6        |          |          |
| 1978 | 退出     | 退出     | 退出     | 退出     | 退出     | 退出     | 退出     | 退出     | 4        | 1        | 0        | 3        | 2        | 6        |          |          |
| 1982 | 未能晉級 | 未能晉級 | 未能晉級 | 未能晉級 | 未能晉級 | 未能晉級 | 未能晉級 | 未能晉級 | 4        | 0        | 0        | 4        | 2        | 7        |          |          |
| 1986 | 未能晉級 | 未能晉級 | 未能晉級 | 未能晉級 | 未能晉級 | 未能晉級 | 未能晉級 | 未能晉級 | 8        | 4        | 3        | 1        | 8        | 4        |          |          |
| 1990 | 未能晉級 | 未能晉級 | 未能晉級 | 未能晉級 | 未能晉級 | 未能晉級 | 未能晉級 | 未能晉級 | 4        | 2        | 1        | 1        | 7        | 5        |          |          |
| 1994 | 未能晉級 | 未能晉級 | 未能晉級 | 未能晉級 | 未能晉級 | 未能晉級 | 未能晉級 | 未能晉級 | 6        | 3        | 3        | 0        | 14       | 4        |          |          |
| 1998 | 未能晉級 | 未能晉級 | 未能晉級 | 未能晉級 | 未能晉級 | 未能晉級 | 未能晉級 | 未能晉級 | 5        | 2        | 1        | 2        | 27       | 5        |          |          |
| 2002 | 未能晉級 | 未能晉級 | 未能晉級 | 未能晉級 | 未能晉級 | 未能晉級 | 未能晉級 | 未能晉級 | 6        | 4        | 1        | 1        | 40       | 6        |          |          |
| 2006 | 未能晉級 | 未能晉級 | 未能晉級 | 未能晉級 | 未能晉級 | 未能晉級 | 未能晉級 | 未能晉級 | 6        | 2        | 2        | 2        | 7        | 7        |          |          |
| 2010 | 未能晉級 | 未能晉級 | 未能晉級 | 未能晉級 | 未能晉級 | 未能晉級 | 未能晉級 | 未能晉級 | 10       | 6        | 2        | 2        | 23       | 10       |          |          |
| 2014 | 取消資格 | 取消資格 | 取消資格 | 取消資格 | 取消資格 | 取消資格 | 取消資格 | 取消資格 | 2        | 0        | 0        | 2        | 0        | 6        |          |          |
| 2018 | 未能晉級 | 未能晉級 | 未能晉級 | 未能晉級 | 未能晉級 | 未能晉級 | 未能晉級 | 未能晉級 | 20       | 9        | 5        | 6        | 36       | 22       |          |          |
| 2022 | 未能晉級 | 未能晉級 | 未能晉級 | 未能晉級 | 未能晉級 | 未能晉級 | 未能晉級 | 未能晉級 | 18       | 8        | 3        | 7        | 31       | 23       |          |          |
| 2026 | 未能晉級 | 未能晉級 | 未能晉級 | 未能晉級 | 未能晉級 | 未能晉級 | 未能晉級 | 未能晉級 | 6        | 2        | 1        | 3        | 9        | 12       |          |          |
| 總計 | 0/24     | –        | –        | –        | –        | –        | –        | 108      | 46       | 24       | 38       | 214      | 142      |          |          |          |

*和局包含以互射十二碼決定勝負的比賽